# Prorektor do spraw studenckich
Prorektor do spraw studenckich – nazwa funkcji, którą może pełnić nauczyciel akademicki w szkole wyższej. Osoba pełniąca tę funkcję jest zastępcą rektora i w jego imieniu podejmuje decyzje w zakresie przekazanych jej kompetencji.
W praktyce uczelnianej prorektorowi właściwemu do spraw studenckich przydziela się następujący zakres spraw:
- wykonywanie czynności z zakresu indywidualnych spraw doktoranckich i studenckich, np. w sprawach:
  - odwołań od decyzji dziekana w sprawie skreśleń z listy studentów,
  - odwołań od decyzji dziekana w sprawie wznowień studiów lub przyjęć na odpowiedni rok studiów,
  - udzielania ulg w opłatach za zajęcia dydaktyczne, zwalniania z całości lub części opłaty, rozłożenia płatności na raty oraz odroczenia terminu płatności;
- organizowanie i nadzorowanie rekrutacji na studia;
- nadzór nad działalnością studencką:
  - sprawowanie nadzoru w zakresie spraw socjalno-bytowych studentów i doktorantów,
  - zatwierdzanie regulaminów dotyczących spraw studenckich,
  - współpraca z samorządem studenckim i doktoranckim oraz ruchem kulturalno-naukowym,
  - nadzorowanie spraw dyscyplinarnych studentów i doktorantów,
  - wnioskowanie o przyznanie nagród rektora dla studentów i doktorantów.

W uczelniach publicznych prorektor właściwy do spraw studenckich pochodzi z wyboru. Wyboru dokonuje kolegium elektorów spośród kandydatów przedstawionych przez rektora, pochodzących z grona nauczycieli akademickich zatrudnionych w uczelni. Osoba kandydująca na prorektora właściwego do spraw studenckich musi uzyskać zgodę większości przedstawicieli studentów i doktorantów w organie dokonującym wyboru.
Prorektor właściwy do spraw studenckich może być odwołany przez organ, który dokonał wyboru. Przed 1 października 2018 r. wniosek o odwołanie prorektora właściwego do spraw studenckich może być zgłoszony przez rektora lub przez trzy czwarte przedstawicieli studentów i doktorantów wchodzących w skład senatu.